# Liste der Bodendenkmäler in Loitzendorf
Auf dieser Seite sind die Bodendenkmäler in der niederbayerischen Gemeinde Loitzendorf zusammengestellt. Diese Tabelle ist eine Teilliste der Liste der Bodendenkmäler in Bayern. Grundlage ist die Bayerische Denkmalliste, die auf Basis des Bayerischen Denkmalschutzgesetzes vom 1. Oktober 1973 erstmals erstellt wurde und seither durch das Bayerische Landesamt für Denkmalpflege geführt wird. Die folgenden Angaben ersetzen nicht die rechtsverbindliche Auskunft der Denkmalschutzbehörde.

## Bodendenkmäler der Gemeinde Loitzendorf

### Bodendenkmäler in der Gemarkung Gittensdorf
| Lage                   | Objekt                                                                   | Akten-Nr.     | Bild |
| ---------------------- | ------------------------------------------------------------------------ | ------------- | ---- |
| Gittensdorf (Standort) | Hofwüstung und Erdstall des späten Mittelalters oder der frühen Neuzeit. | D-2-6841-0001 |      |

### Bodendenkmäler in der Gemarkung Loitzendorf
| Lage                   | Objekt | Akten-Nr.     | Bild |
| ---------------------- | --- | ------------- | ---- |
| Loitzendorf (Standort) | Wehranlage (Burgstall?) und Erdstall des späten Mittelalters oder der frühen Neuzeit. | D-2-6941-0006 |      |
| Loitzendorf (Standort) | Untertägige mittelalterliche und frühneuzeitliche Befunde und Funde im Bereich der Katholischen Pfarrkirche St. Margareta in Loitzendorf samt Friedhof und Friedhofskapelle St. Michael. Siehe auch: St. Margareta (Loitzendorf) | D-2-6941-0013 |      |